# 13 Songs
13 Songs — альбом-компиляция американской пост-хардкор-группы Fugazi, вышедший в  1989 году. В сборник вошли все песни с первых двух EP коллектива — Fugazi (1988) и Margin Walker (1989).

## Об альбоме
В своих композициях музыканты активно использовали элементы даба, ска и регги. Описывая музыку пластинки, критик ресурса Allmusic (англ. Andy Kellman) использовал такие эпитеты, как «неистовая», «интеллектуальная»; не просто партия эмоциональных песен, а что-то большее. Там же отмечается позиция Иэна Маккея, призывающего слушателей делать то, что они хотят. В песне «Suggestion» он «меняет пол» и поёт от лица женщины. Ги Пиччотто в композиции «Glue Man» берёт на себя роль наркомана, стёртый смысл действительности которого передаётся в звуке искажённых, психоделических гитар, а в «Margin Walker» угрожает себя поджечь. Завершает альбом песня «Promises» (рус. Обещания), в которой Маккей констатирует факт: «обещания — дерьмо». В целом, критик назвал впечатление от пластинки «незабываемым» и присвоил записи пять звёзд из пяти возможных.

## Влияние
Сборник 13 Songs фактически является самой успешной записью Fugazi. В 2005 году редакция журнала Spin присвоила пластинке двадцать пятое место в списке «100 лучших альбомов 1985-2005». На песни с этого альбома было создано множество кавер-версий в исполнении различных музыкальных коллективов и исполнителей.
В 2016 журнал Rolling Stone поместил сборник на 35-е место в списке «40 величайших панк-альбомов всех времен».

## Список композиций
Слова и музыка всех песен — написаны Ги Пиччотто и Иэном Маккеем.
| №   | Название           | Основной вокал | Длительность |
| --- | ------------------ | -------------- | ------------ |
| 1.  | «Waiting Room»     | Маккей         | 2:53         |
| 2.  | «Bulldog Front»    | Пиччотто       | 2:53         |
| 3.  | «Bad Mouth»        | Маккей         | 2:35         |
| 4.  | «Burning»          | Пиччотто       | 2:39         |
| 5.  | «Give Me the Cure» | Пиччотто       | 2:58         |
| 6.  | «Suggestion»       | Маккей         | 4:44         |
| 7.  | «Glue Man»         | Пиччотто       | 4:23         |
| 8.  | «Margin Walker»    | Пиччотто       | 2:30         |
| 9.  | «And the Same»     | Маккей         | 3:27         |
| 10. | «Burning Too»      | Маккей         | 2:50         |
| 11. | «Provisional»      | Пиччотто       | 2:17         |
| 12. | «Lockdown»         | Пиччотто       | 2:10         |
| 13. | «Promises»         | Маккей         | 4:02         |

## Участники записи
- Ги Пиччотто — вокал, гитара
- Иэн Маккей — вокал, гитара
- Джо Лэлли — бас-гитара
- Брендан Кэнти — барабаны
- Эдвард Джэнни — гитара (в песне «Provisional»)